# Oscar Vanlerberghe
Oscar Medard Vanlerberghe (Pervijze, 4 oktober 1898 – Veurne, 14 november 1973) was een Belgisch bestuurder. Hij was de voorlaatste burgemeester van Pervijze.

## Biografie
Vanlerberghe werd in 1898 geboren als de vijfde van vijftien kinderen van landbouwer Henri Vanlerberghe en Romania Markey. Op 18-jarige leeftijd werd Oscar Vanlerberghe opgeroepen als soldaat in de Eerste Wereldoorlog.
In zijn latere leven bleef Vanlerberghe in Pervijze wonen. Hij huwde met Elisa Gheldof, maar kreeg geen kinderen met haar. Hij werd, zoals zijn vader, gemeenteraadslid van Pervijze. In 1958 werd hij er schepen en in 1961 werd Vanlerberghe burgemeester. Deze functie zou hij aanvankelijk bekleed hebben tot 1976, maar hij overleed reeds eind 1973. Hij werd opgevolgd door Georges Haverbeke.

## Trivia
Oscar Vanlerberghe was een achterneef van wielrenner Henri Vanlerberghe uit Lichtervelde.